# 上伊那農業協同組合
上伊那農業協同組合（かみいなのうぎょうきょうどうくみあい、通称：JA上伊那）は長野県伊那市に本所を置く農業協同組合。伊那市、駒ヶ根市を含む上伊那郡全域を管轄する総合農協であり、その管轄面積は長野県全体の10%に達する。

## 沿革
1996年（平成8年）6月1日に上伊那地域に存在した以下の5農協が広域合併して発足。旧JA伊那本所がJA上伊那本所となった。
- 辰野町農業協同組合（JA辰野町）
- 箕輪町農業協同組合（JA箕輪町）
- 伊那農業協同組合（JA伊那）
- 伊南農業協同組合（JA伊南）
- 上伊那東部農業協同組合（JA上伊那東部）

1998年（平成10年）6月1日に合併前の5農協で組織していた上伊那蚕糸販売工業利用農業協同組合連合会龍水社を承継。

## 特徴
所轄地域の自治体と連携して農業体験施設等を構築したり、集落営農組合を立ち上げるなどという活動に積極的である。また管轄が広大であるためIP電話を導入する、県内JAとしては早い段階からホームページを開設するなどIT化にも積極的である。2010年6月30日オンラインショップ「伊那華ねっと」をオープンさせた。
2013年1月には業者委託で運営していたエーコープ西箕輪店を業績悪化を理由として閉店させるとともに改装に着手。子会社が運営する『ファミリーマートJA西箕輪店』として同年2月28日に開店させた。購買店舗機能を残すためエーコープマーク品と地元産野菜・果実類及び地元産米、精肉、鮮魚、切り花等も扱う。コンビニでは通常扱わない大サイズの調味料なども扱う。移動販売車を導入して交通弱者に配慮するとしている。地域フランチャイジーとして同様の店舗をさらに複数開設する構想とされる。長野県内ではみなみ信州農業協同組合に続いて二例目。　2017年12月現在10店舗を展開している。
2020年2月、ホームセンターのコメリと業務提携を発表。JA管内にあるコメリ8店舗で肥料や農薬などJAで扱う資材の委託販売を行う。これに合わせて、現在10店舗あるJAの資材店を3店舗と出張店2店舗に集約。営農経済部門への人材と運営資金の集約を目論む。

## 組合員数
- 30,636（正組合員 15,963、准組合員 14,673）
- 25,388戸（正組合員 15,014戸、准組合員 10,374戸）

2018年2月28日現在

## 区域
北から順に自治体名を列挙する.
- 上伊那郡辰野町
- 上伊那郡箕輪町
- 上伊那郡南箕輪村
- 伊那市
- 上伊那郡宮田村
- 駒ヶ根市
- 上伊那郡飯島町
- 上伊那郡中川村

## 本所・支所一覧

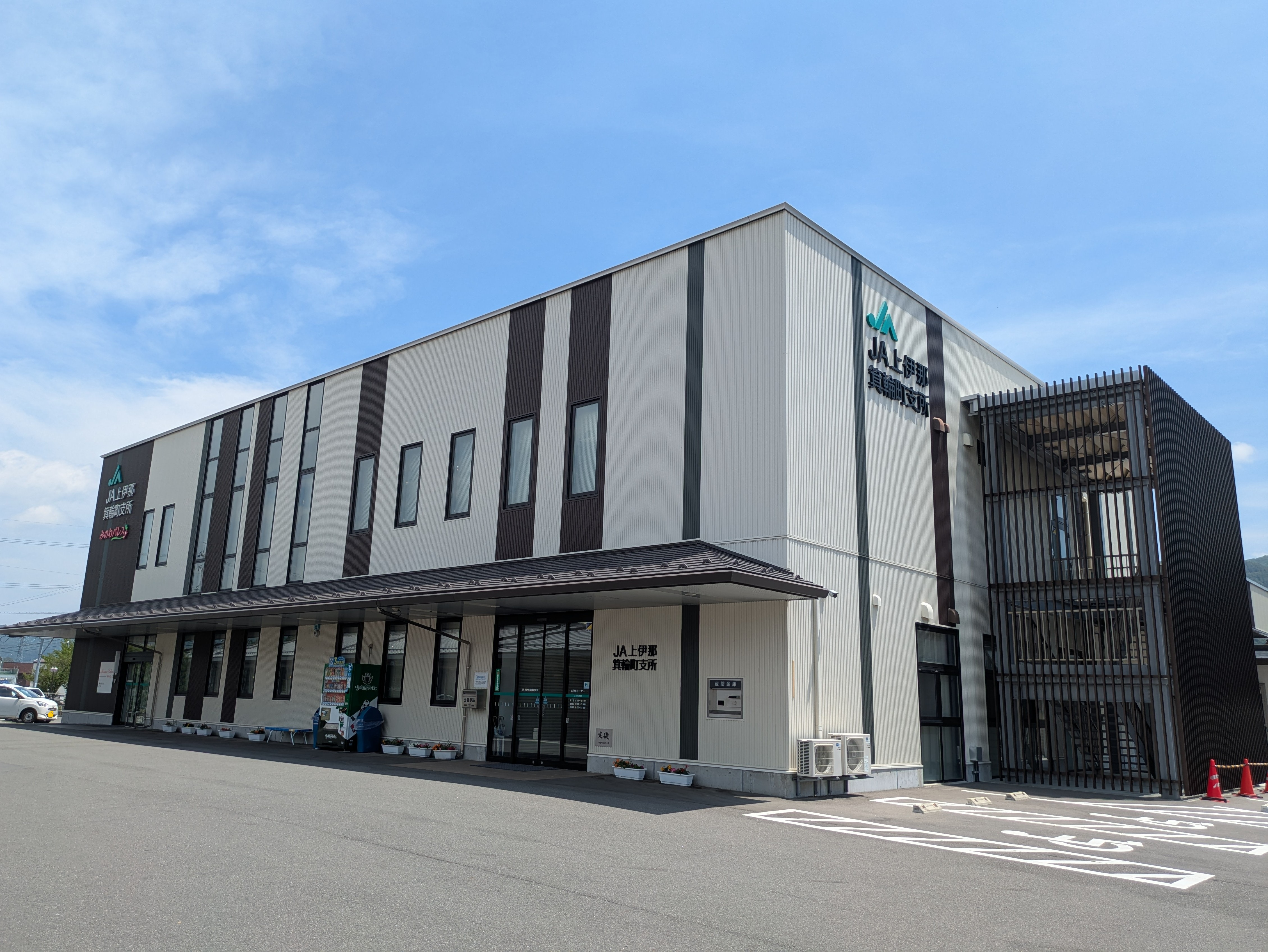
箕輪町支所

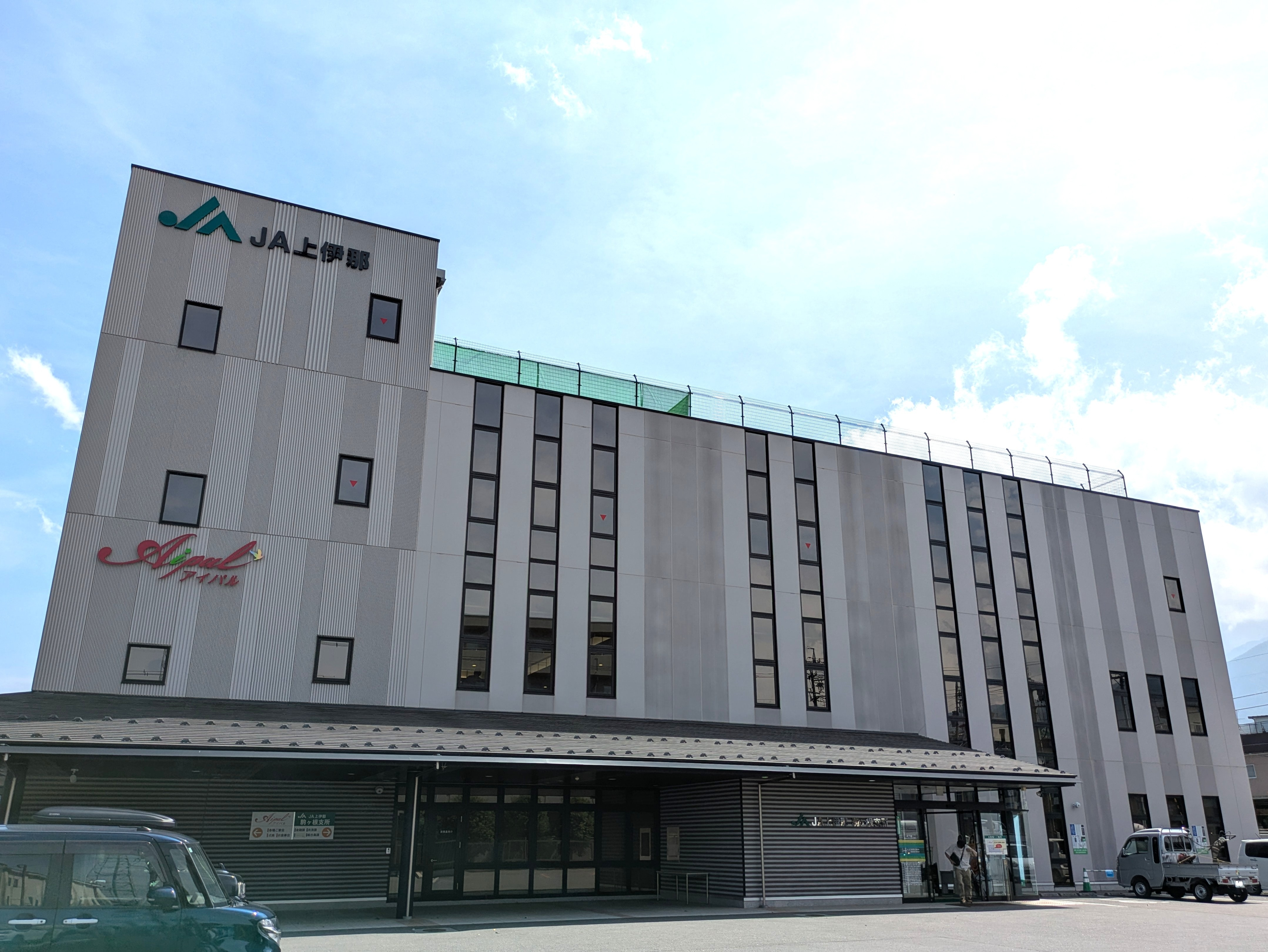
駒ヶ根支所

- 本所
  - 南箕輪支所
  - 西箕輪支所（金融店舗）
  - 伊那支所
  - 美篶手良支所
  - 富県支所（金融店舗）
  - 春富支所
  - 西春近支所（金融店舗）
- 辰野支所
- 箕輪町支所
- 駒ヶ根支所
  - 駒ヶ根東支所
  - 飯島支所
  - 中川支所
  - 宮田支所
- 東部支所

## 主な産物
主な産物は主力のコメのほか、スイートコーンやアスパラガス、白ネギなどの野菜、リンゴ、ナシなどの果実、ブナシメジを中心としたきのこ、全国有数の生産量のアルストロメリア等の花卉、酪農、畜産など。かつては養蚕も盛んであった。伊那市の三峰川水系で採れるコメに「伊那華の米」というブランド名を与えている。

## オリジナル商品
- すずらん牛乳
- すずらんのむヨーグルト
- 清酒「夢かみいな」
- 清酒「伊那華の酒」
- 清酒「ひとごこち」
- カミーちゃんりんごジュース
- 伊那華のそば　新そば

## 購買店舗
- エーコープ 伊那中央店（伊那市）
- エーコープ 美すず店（伊那市）
- エーコープ ファーマーズこまがね店（駒ヶ根市）
- エーコープ 七久保店（飯島町）
- エーコープ 宮田店（宮田村）